# توماس درسلر

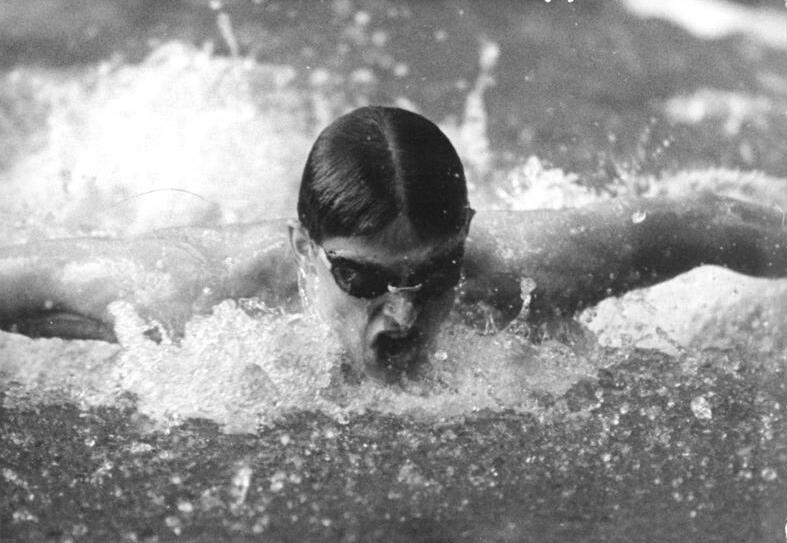
توماس درسلر - ۱۹۸۴

توماس درسلر (به انگلیسی: Thomas Dreßler) (زادهٔ) شناگر اهل آلمان است.